# غرافناو
غرفناو بايرن (بالألمانية: Grafenau, Bavaria) هي بلدة ألمانية تقع في ألمانيا في منطقة فريونغ-غرافنآو.